# 데스트르니크

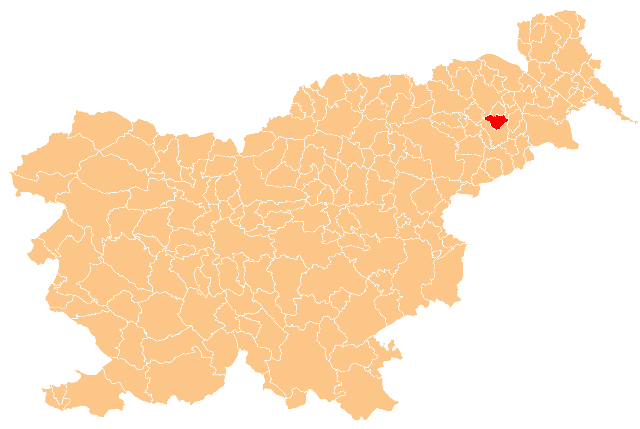
데스트르니크의 위치

데스트르니크(슬로베니아어: Destrnik)는 슬로베니아의 도시로 면적은 34.4km2, 인구는 2,496명(2002년 기준), 인구 밀도는 72.6명/km2이다.